# FK Skopje
FK Skopje este un club de fotbal din Skopje, Macedonia care evoluează în Prima Ligă (Macedonia).